# Johann Nepomuk Tinkhauser

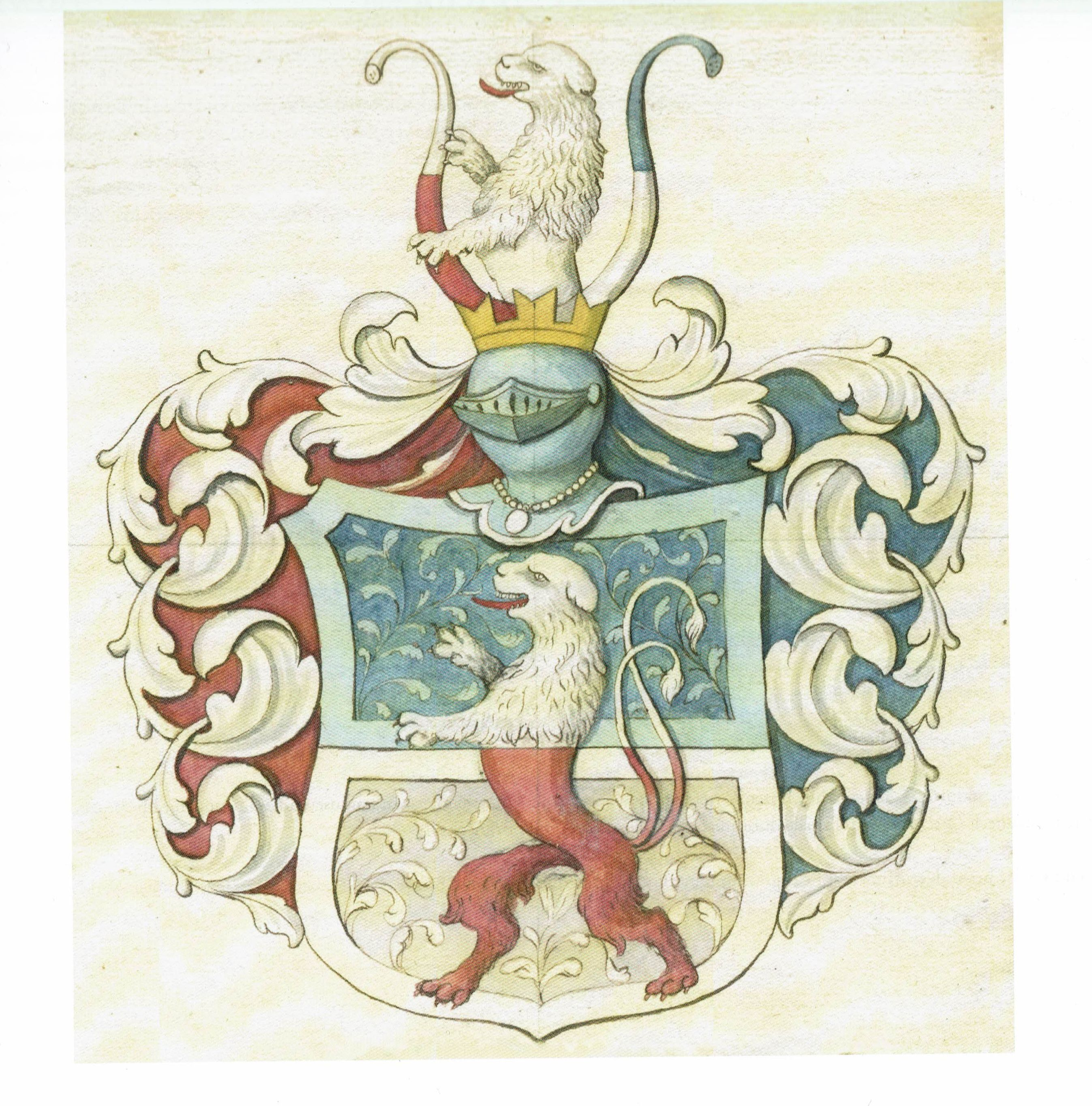
Familienwappen Tinkhauser

Johann Nepomuk Tinkhauser (* 9. Mai 1787 in Bruneck; † 30. August 1844 ebenda) war ein Tiroler Goldschmied, Kupferstecher und Stempelschneider. Bedeutung besitzt er vor allem als Chronist seiner Heimatstadt.

## Leben
Er war der dritte Sohn des Seilers und Gastwirtes Josef Tinkhauser und dessen Frau Maria Kastl. Von 1802 bis 1805 erlernte er in Brixen das Goldschmiedehandwerk, ging nach der Freisprechung 1805 auf Wanderschaft nach Passau, Linz und Wien, auf der er auch bei Ignaz Kindinger tätig war, und kehrte 1806 nach Bruneck zurück, wo er im Dezember desselben Jahres als Bürger und Goldschmied in der Stadt aufgenommen wurde. 1817 heiratete er Marie Piffrader, mit der er drei Kinder hatte.
Tinkhauser eröffnete 1822 im heutigen Seeböckhaus, Oberragen 4, einen Goldschmiedladen und war von da ab bis 1824 Bürgermeister von Bruneck.
Johann Nepomuk Tinkhauser war der Onkel des Denkmalpflegers Georg Tinkhauser (1811–1873). Die Tochter Maria Theresia, verheiratete Seeböck, nach der das Wohnhaus seinen Namen trägt, erwarb sich große Verdienste um die Erhaltung des Erbes ihres Vaters.

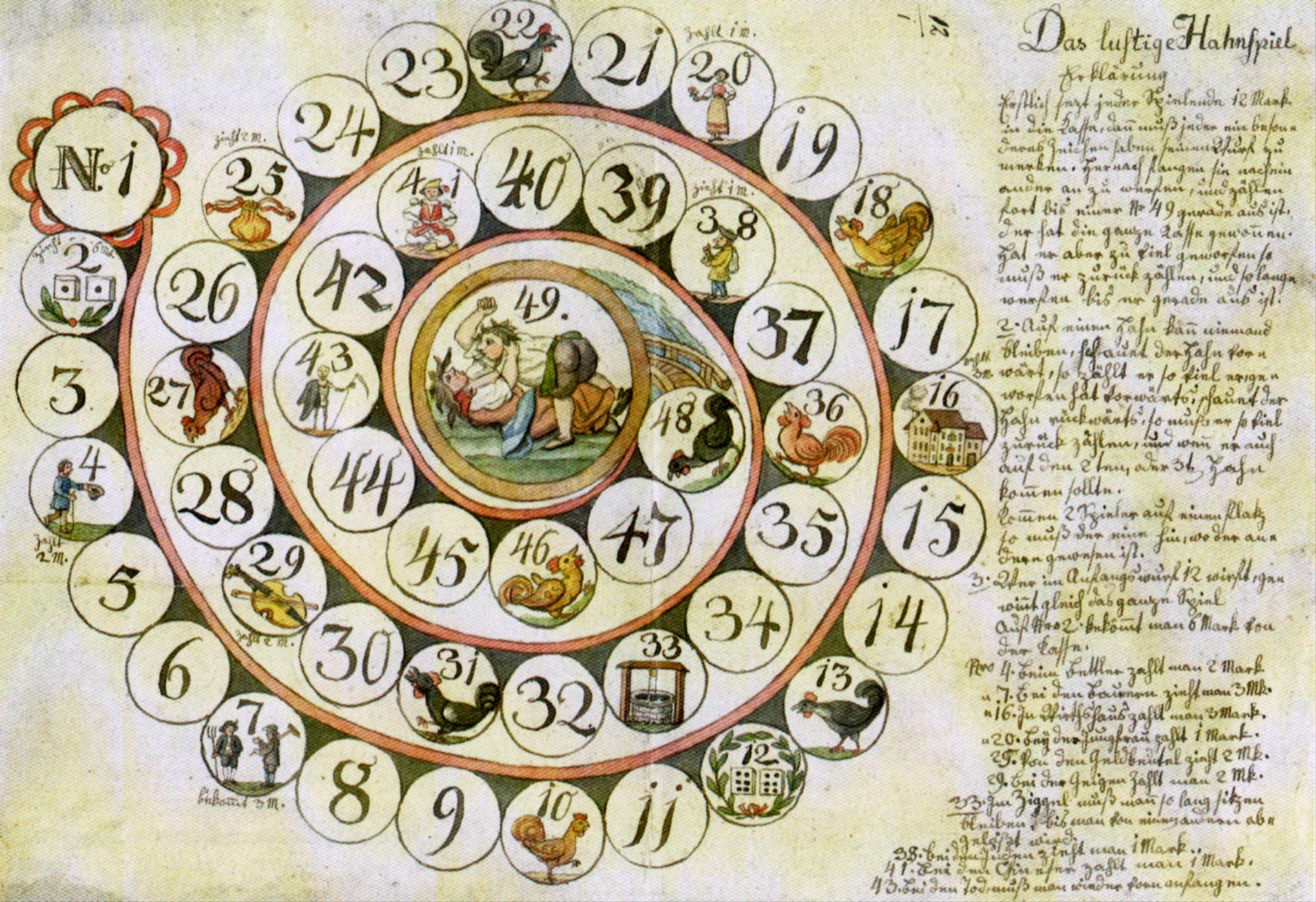
Das lustige Hahnenspiel. Kolorierte Federzeichnung von Johann Nepomuk Tinkhauser

## Werk

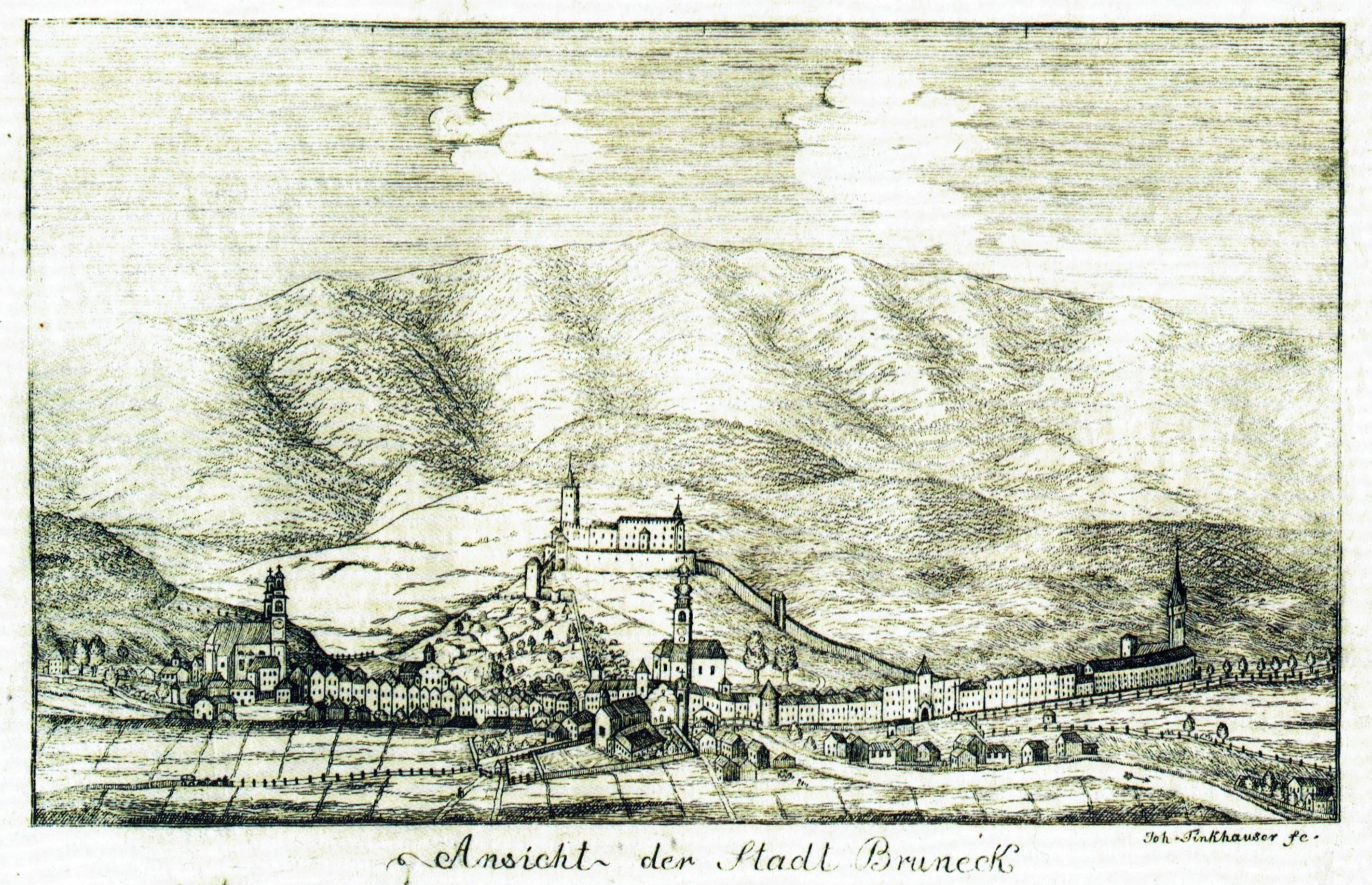
Ansicht der Stadt Bruneck von Johann Nepomuk Tinkhauser

Neben seiner beruflichen Tätigkeit als Goldschmied war Tinkhauser ein vielseitig talentierter und interessierter Mann. So griff er die damalige technische Neuheit des Blitzableiters auf und montierte diese auf zahlreichen Kirchen des Pustertales.
Als Graphiker trat Tinkhauser durch die Schaffung von Visitkarten und religiöser Kleingraphik hervor, die sehr beliebt waren. Kupferstiche mit Landschafts- und Trachtenbildern gab er in umfangreichen Serien heraus.
Für die Nachwelt wichtig wurde er als Chronist und Sammler volkskundlicher Gegenstände. 1831 verfasste er zunächst eine Chronik seiner Familie. 1834 entstanden dann seine Geschichtlichen Nachrichten von der k.k. Kreisstadt Bruneck und derselben Umgebung, die besonders als Quelle für die Zeit der französisch-bayerischen Besatzung Tirols von Bedeutung sind. Dieses Werk war ebenfalls mit Kupferstichen illustriert.
Zugleich sammelte er sehr viele, ihm erreichbare volkskundliche Gegenstände aus dem Pustertal, die teilweise von beträchtlichem Wert waren, wie spätgotische Malereien und Plastiken der großen Künstler des Tales. Diese von seiner Tochter sorgfältig gepflegte und erhaltene Sammlung bildete den Grundstock des 1912 gegründeten Brunecker Heimatmuseums. Was davon erhalten blieb ist heute im Volkskundemuseum Dietenheim und im Stadtmuseum Bruneck untergebracht.

## Veröffentlichungen
- 50 Landschaften. Kupferstiche (1826–1830).
- Trachten im Pustertal aus der alten und neuen Zeit. Kupferstiche (1834).
- Geschichtliche Nachrichten von der k.k. Kreisstadt Bruneck und derselben Umgebung. 1834 (Neuausgabe: Hg. Hubert Stemberger: J. N. Tinkhausers Brunecker Chronik 1834. Athesia, Bozen 1981, ISBN 88-7014-203-5).

## Ehrungen
1966 wurde im Norden der Stadt Bruneck der Johann Tinkhauserweg nach ihm benannt. 1992 wurde der Name in Johann-Tinkhauser-Straße berichtigt.

## Ausstellungen
- Johann Nepomuk Tinkhauser: Kunst- und Wunderkammer. Stadtarchiv Bruneck 19.12.2015–14.2.2016.